# Margny-aux-Cerises
Margny-aux-Cerises ist eine französische Gemeinde mit 254 Einwohnern (Stand: 1. Januar 2022) im Département Oise in der Region Hauts-de-France. Sie gehört zum Kanton Thourotte und zum Arrondissement Compiègne. 
Sie grenzt im Westen an Verpillières (Berührungspunkt), im Nordwesten an Roiglise, im Nordosten an Champien, im Südosten an Beaulieu-les-Fontaines und im Südwesten an Avricourt.

## Bevölkerungsentwicklung
| Jahr      | 1962 | 1968 | 1975 | 1982 | 1990 | 1999 | 2006 | 2015 |
| --------- | ---- | ---- | ---- | ---- | ---- | ---- | ---- | ---- |
| Einwohner | 180  | 163  | 155  | 158  | 186  | 204  | 227  | 254  |